# 摩托羅拉龍珠處理器

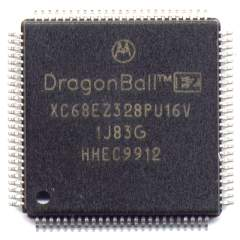
DragonBall EZ

摩托羅拉龍珠處理器（Motorola DragonBall）被當時相當受歡迎的個人數位助理Palm採用。直到 Palm 轉用 PalmOS 5.0 之前，各個 Palm 兼容的電子手帳都使用摩托羅拉的這系列處理器。

## 特點
相對於當時的其他處理器，摩托羅拉龍珠處理器有着耗電量較低的優點，所以較適合使用在以電池驅動而細小的產品，如電子手帳。
另外龍珠系列處理器也采用片上系统設計，把多項功能及周邊工作在同一芯片內完成，例如：LCD顯示控制器 (LCDC)、通用异步收發傳輸器（UART）、紅外線資料傳送（IrDa）、實時時鐘（RTC）等，大大節省空間。

## 龍珠處理器系列
- DragonBall (MC68328),  16.67 MHz, 2.7 MIPS
- DragonBall EZ (MC68EZ328),  16.58 MHz, 2.7 MIPS
- DragonBall VZ (MC68VZ328),  33 MHz, 5.4 MIPS
- DragonBall Super VZ (MC68SZ328),  66 MHz, 10.8 MIPS

## 歷史
龍珠處理器由摩托羅拉半導體(香港)公司 (前: 萬力半導體香港有限公司) 設計，以摩托羅拉的MC68000系列微處理器作核心。
2003年10月，摩托羅拉宣布剝離其下的半導體部門，也即設計龍珠處理器的所在部門，此部份在2004年正式成為一獨立公司，名為飛思卡爾（Freescale）。龍珠處理器 Motorola DragonBall 也改名為Freescale DragonBall。以DragonBall 為名的最後一代處理器是DragonBall MX，之後在同一市場領域改用ARM架構 （ARM core，當時為ARM9），並改名為i.MX系列。
缩略图

## 外部連結
- （页面存档备份，存于）